# Єнісахра (станція метро)
40°59′04″ пн. ш. 29°05′25″ сх. д. / 40.9845° пн. ш. 29.0902° сх. д.
Єнісахра (тур. Yenisahra) — станція лінії М4 Стамбульського метро. Відкрита 17 серпня 2012 року поряд з п'ятнадцятьма іншими станціями у черзі Ускюдар — Картал.
Конструкція — пілонна станція, має одну пряму острівну платформу та дві колії.
Розташована під автострадою D.100, трохи на захід від ТПВ Коз§ятаги у кварталі Сахраї—Джедіт, Кадикьой.
Пересадки
- Автобуси[2]:8A, 8Y, SG-1
- Маршрутки: Кадикьой — Армаганевлер, Кадикьой — Юкари — Дудуллу,
- Експреси: SAW — Кадикьой, SAW — Таксим